# Parti Démocratique Gabonais
De Parti démocratique gabonais (Nederlands: Gabonese Democratische Partij) is de regeringspartij in de West-Afrikaanse republiek Gabon. Van 1968 tot 1990 was het de enige toegestane partij.

## Geschiedenis
In 1953 fuseerden het Comité mixte gabonais van Léon M'ba en de Parti démocratique gabonais van Emile Issembe en Paul Gondjout tot het Bloc démocratique gabonais (BDG), de directe voorloper van de huidige PDG. M'ba werd partijvoorzitter en Gondjout secretaris-generaal. Bij de verkiezingen voor de Territoriale Vergadering (Assemblée territoriale) van Gabon in 1957 eindigde het BDG met 8 zetels samen met de Entente-Défense des intérêts gabonais op een gedeelde tweede plaats, achter de Union Démocratique et Sociale Gabonaise (UDSG) die 14 zetels wist te bemachtigen. M'ba werd premier van een coalitieregering bestaande uit het BDG en de Entente. In 1960 werd Gabon een onafhankelijke republiek, maar de hechte banden met de voormalige kolonisator, Frankrijk, bleven gehandhaafd. M'ba werd in 1961 tot president van Gabond gekozen en de lijstverbinding van het BDG en UDSG wist alle zetels in de Nationale Vergadering te veroveren. In 1964 deden het BDG en de UDSG allebei zelfstandig mee aan de verkiezingen, waarbij het BDG van M'ba 31 van de 47 zetels tellende Nationale Vergadering wist te winnen.
In 1967 werd Léon M'ba herkozen als president: hij was de enige kandidaat. Alle zetels in de Nationale Vergadering werden in de wacht gesleept door het BDG. Het BDG was de enige partij die meedeed aan de verkiezingen.

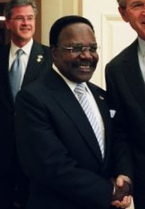
President Omar Bongo (2004)

M'ba overleed in 1968 en werd als president opgevolgd door Omar Bongo, die twee jaar daarvoor door M'ba was aangesteld als vicepresident. Bongo, tot dusver een relatief onbekend politicus, vormde het BDG om in de Parti démocratique gabonais en verbood alle andere politieke partijen (12 maart 1968). In 1969 werden de tot dan toe onafhankelijk opererende vakbonden in de partij geïntegreerd. In 1972 werd de positie van de PDG grondwettelijk verankerd. De rol van de partij werd bij een verdere wijziging van de grondwet in 1975 verder gespecifieerd. In 1973, 1979 en 1986 werd Bongo zonder opponent herkozen tot president. Het regime van Bongo kon rekenen op de steun van de achtereenvolgende Franse presidenten De Gaulle, Pompidou, Giscard d'Estaing en in mindere mate Mitterrand. Deze laatste drong aan op politieke hervormingen.
In mei 1990 besloot Bongo over te gaan tot het instellen van een meerpartijenstelsel. Veel tot dan toe illegaal opererende oppositiepartijen, konden nu openlijk politieke activiteiten ontplooien. Bij de eerste verkiezingen op basis van een meerpartijenstelsel in 1990 wist een zwaar gehavende PDG een meerderheid aan zetels in de Nationale Vergadering te behalen (63 van de 120 zetels). In 1993 werd Bongo met een nipte meerderheid als president herkozen. Bij de parlementsverkiezingen van 1996 wist de PDG haar machtspositie te verstevigen, een trend die zich voortzette bij de daaropvolgende verkiezingen in 2001 en 2006.
Omar Bongo die in 1998 en 2005 nog tweemaal werd herkozen, overleed in 2009 en werd als president opgevolgd door zijn zoon, Ali Bongo (*1959). Hij kreeg bij de presidentsverkiezingen de meeste stemmen (42%) en werd in 2016 herkozen (met 50% van de stemmen).
De verkiezingen van 2011 werden gedeeltelijk geboycot door de oppositie waardoor de PDG 113 van de 120 zetels wist te bemachtigen. In 2018 behaalde de partij 98 van het tot 143 zetels uitgebreide parlement.

## Ideologie
De PDG kent geen ideologie. De partij draait vooral rond de persoon van president Ali Bongo en is er om de Bongo-dynastie veilig te stellen. De PDG is aangesloten bij de Centrumdemocratische Internationale. en is traditioneel prowesters - in het bijzonder op Frankrijk - georiënteerd.
Onder president Omar Bongo (1967-2009) ontbrak een echte ideologie. Voornaamste doelstelling was het bereiken van economisch groei en ontwikkeling. Het land moest om dit doel te bereiken verschillende stadia van ontwikkeling doormaken. Om de gewenste resultaten te bereiken ontwikkelde Bongo de filosofie die werd aangeduid met de term Rénovation (Renovatie) als voornaamste doel had om het tribalisme en regionalisme te bestrijden en een nationale identiteit te creëren. Buitenlandse ondernemers werden aangetrokken en getracht werd een autochtone middenklasse te doen ontstaan. Toen was duidelijk dat Rénovation vooral had geleid tot roofkapitalisme en daarom werd de slogan Rénover la Rénovation (Renoveer de Renovatie) aangeheven. Middels een "gedirigeerd liberalisme" ("libéralisme dirigé") waarbij de rol van de staat op het economisch leven werd versterkt moest roofkapitalisme worden tegengegaan. De president meende dat het "gedirigeerd liberalisme" in essentie een vorm van kapitalisme was maar als resultaat een soort socialisme zal opleveren. Waarschijnlijk bedoelde hij hiermee dat zoveel mogelijk mensen de kans kregen om van de verwachte economische groei te profiteren. gedirigeerd en gepland liberalisme (libéralisme dirigé et planifié) was een vorm van economisch liberalisme dat ook in andere landen van Franstalig Afrika werd toegepast als een alternatief voor liberaal kapitalisme en staatssocialisme. Sinds 1976 was het beleid van de partij en het land gericht op Le Progressisme Démocratique et Concerté (Democratisch en Gecoördineerd Progressivisme), waarvan eigenlijk nooit echt duidelijk is geworden wat dat dan concreet inhield, behalve dat het volgens Bongo een filosofie die aansluit bij de "Afrikaanse tradities" en een soort "gemeenschapshumanisme" omhelst, alsook een voortzetting van het economisch liberalisme.

## Partijstructuren
Het belangrijkste orgaan is het partijcongres, waar de leden een 73 koppig centraal comité (Comité central) kiezen. Het dagelijks bestuur ligt in handen van politiek bureau (Bureau politique) dat 21 leden telt.